# Sosna gęstokwiatowa
Sosna gęstokwiatowa (Pinus densiflora S. et Z.) – gatunek drzewa z rodziny sosnowatych (Pinaceae). Sosna gęstokwiatowa występuje na terenie północno-wschodnich Chin (Heilongjiang, Jilin, Liaoning, Szantung), Korei, Japonii, południowo-wschodniej Rosji.

## Morfologia
PokrójDrzewo iglaste, wolno rosnące. Korona parasolowata, otwarta, szybko traci dolne gałęzie, nawet na nasłonecznionych stanowiskach.
PieńDrzewo stosunkowo niewielkie, chociaż w sprzyjającym klimacie dorasta do 30 m i średnicy pnia 1,5 m. Kora zbliżona do kory sosny zwyczajnej, czerwonawa, łuszcząca się.
LiścieIgły zebrane po 2 na krótkopędzie, miękkie, długości 8–12 cm (5–15 cm), jasnozielone lub niebieskawe.
SzyszkiJajowate, jasnobrązowe, o długości 4–6 cm.

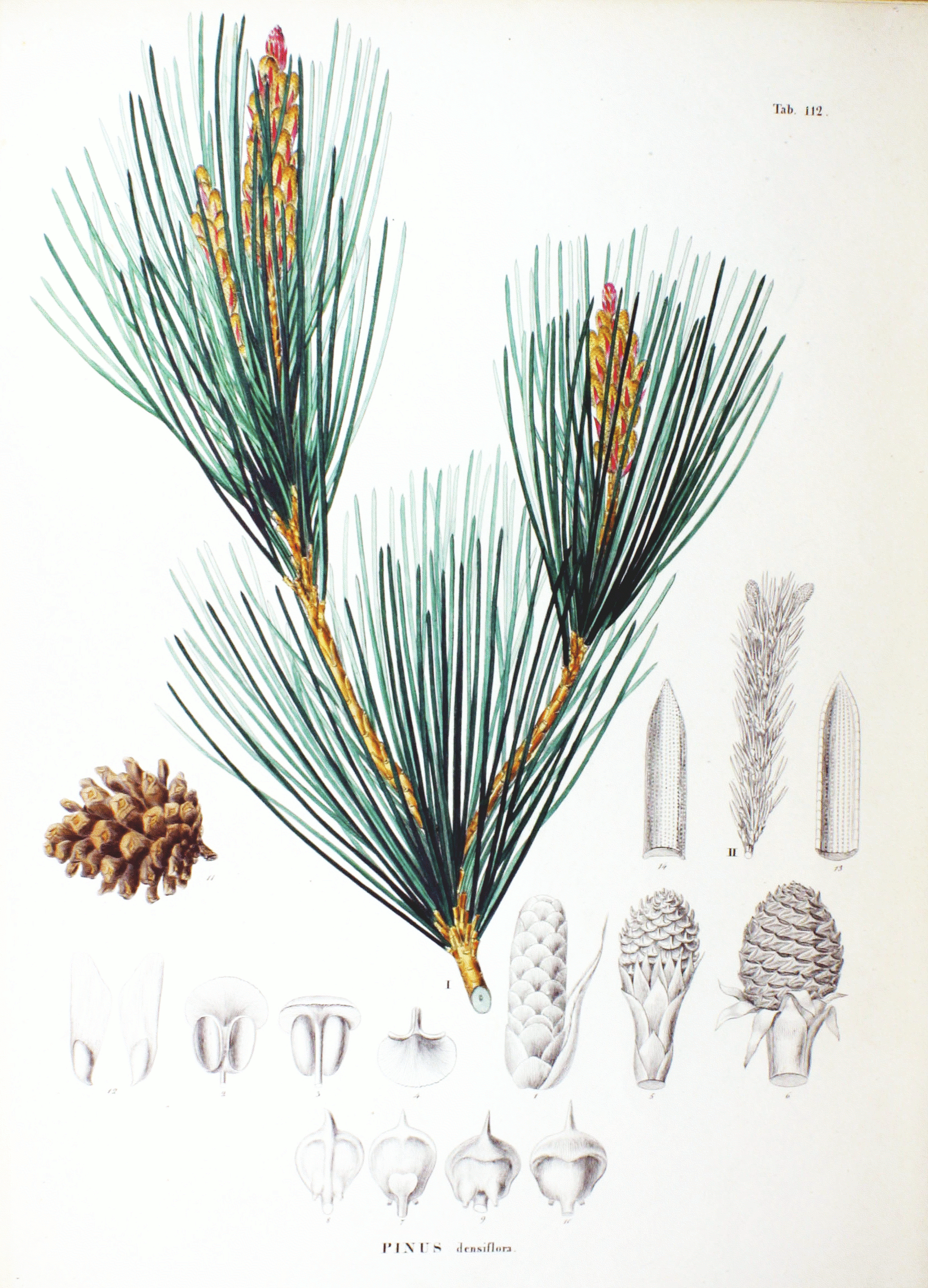
Morfologia
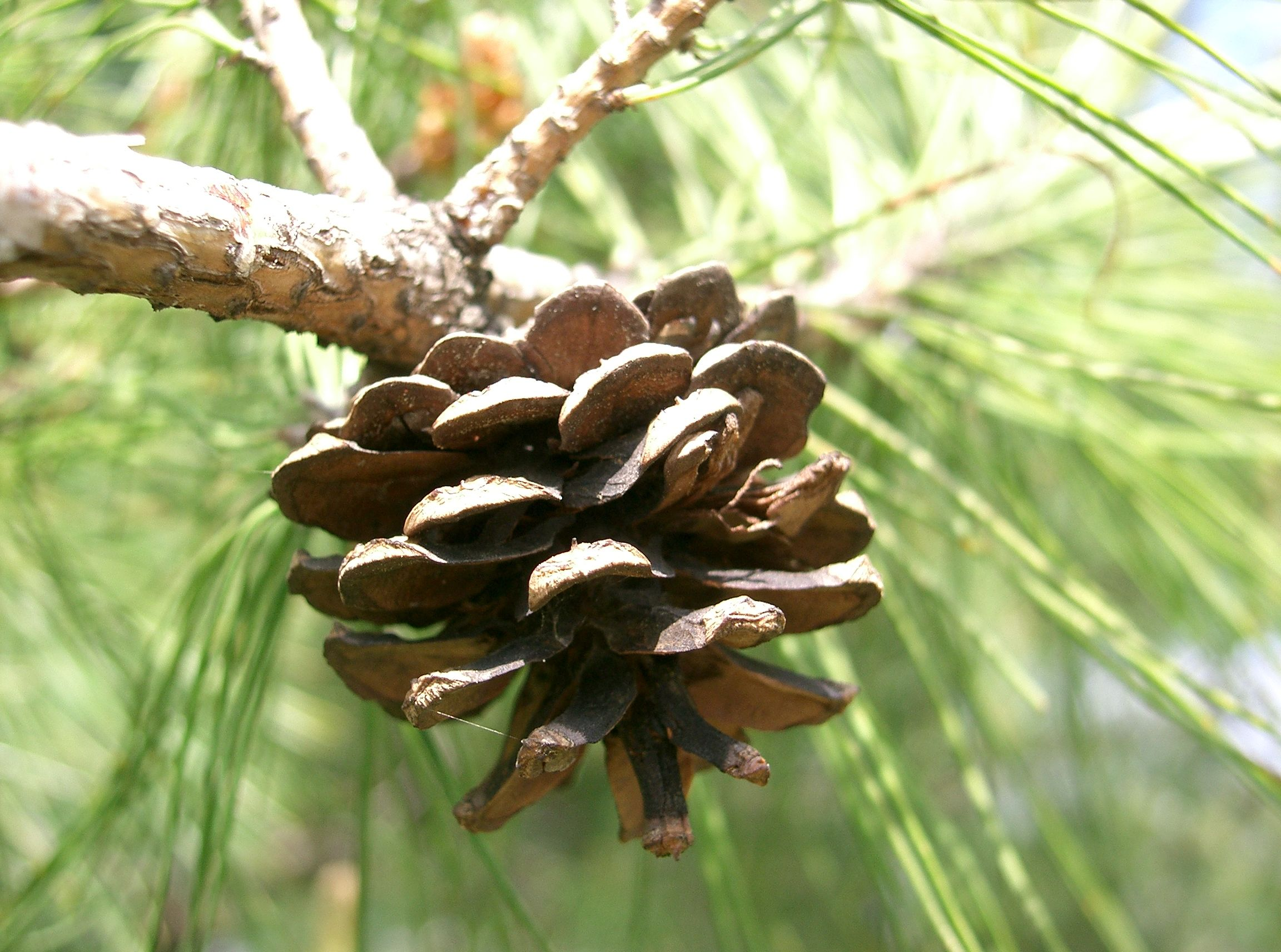
Szyszka

## Biologia i ekologia
Gatunek jednopienny. Igły pozostają na drzewie przez kilka lat. Dwie wiązki przewodzące w liściu, od 3 do 9 kanałów żywicznych. Pylenie od kwietnia do czerwca. Szyszki nasienne dojrzewają od września do października drugiego roku.
Porasta obszary od wybrzeża do niskich partii gór. Dobrze znosi suszę, lubi stanowiska nasłonecznione na lekkich, drenowanych, nieznacznie kwaśnych glebach.

## Zastosowanie
Drzewo ozdobne, w Polsce rzadko spotykane. W Japonii powszechnie uprawiane jako drzewo ozdobne i źródło drewna. Sosna gęstokwiatowa stanowi istotny element w klasycznych ogrodach japońskich.

## Systematyka i zmienność
Pozycja gatunku w obrębie rodzaju Pinus:
- podrodzaj Pinus
  - sekcja Pinus
    - podsekcja Pinus
      - gatunek P. densiflora

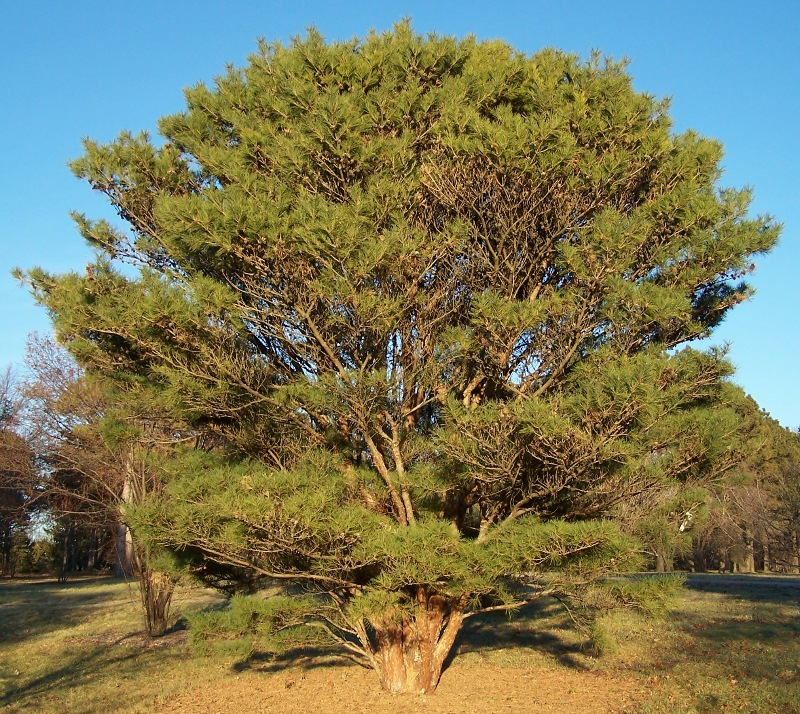
Kultywar 'Umbraculifera'

Wyróżnia się trzy odmiany:
- Pinus densiflora var. densiflora – odmiana typowa
- Pinus densiflora var. ussuriensis Liou et Q.L. Wang
- Pinus densiflora var. zhangwuensis S.J. Zhang et al.

Wyhodowano wiele kultywarów tej sosny, między innymi półkarłowatą 'Oculus Draconis', 'Pendula' i 'Umbraculifera' (po japońsku Tagyoushou).

## Zagrożenia
Międzynarodowa organizacja IUCN umieściła ten gatunek w Czerwonej księdze gatunków zagrożonych, ale przyznała mu kategorię zagrożenia LC (least concern), uznając go za gatunek najmniejszej troski, o niskim ryzyku wymarcia. Klasyfikację tę utrzymano w kolejnym wydaniu księgi w 2013 roku.

## Nazewnictwo
W Japonii sosna gęstokwiatowa znana jest jako Akamatsu i Mematsu. Inne nazwy: sosna japońska.